# Позоришни продуцент
Позоришни продуцент је особа или организација одговорна за свеукупне финансијске, менаџерске и организационе аспекте стварања и извођења позоришне представе. За разлику од редитеља, чији је примарни фокус на уметничкој визији и креативном обликовању представе, продуцент омогућава реализацију те визије тако што обезбеђује неопходне ресурсе и управља пословном страном пројекта. Улога продуцента може значајно варирати у зависности од контекста – да ли се ради о комерцијалном позоришту (попут Бродвеја или Вест Енда), непрофитном репертоарском позоришту, независној продукцији или образовној институцији.

## Улога и одговорности
Одговорности позоришног продуцента су бројне и обухватају целокупан животни циклус једне представе:
- Развој пројекта: Иницирање пројекта, избор драмског текста или идеје за представу.
- Обезбеђивање права: Преговарање и уговарање ауторских права за извођење текста, музике или другог заштићеног материјала.
- Финансирање: Израда буџета, обезбеђивање финансијских средстава кроз инвестиције (у комерцијалном театру), донације, спонзорства, конкурисање за грантове и субвенције (у непрофитном сектору).
- Ангажовање тима: Избор и ангажовање кључних уметничких сарадника (редитеља, драматурга, сценографа, костимографа, композитора, понекад и главних глумаца) и менаџерског особља.
- Уговарање: Преговарање и склапање уговора са свим учесницима у пројекту (уметници, техничко особље, позориште/простор за извођење).
- Управљање буџетом: Праћење трошкова и прихода током свих фаза продукције.
- Маркетинг и продаја: Надгледање или директно вођење маркетиншких, промотивних и продајних активности (односи с јавношћу, рекламирање, продаја улазница).
- Организација продукције: Планирање и надгледање распореда проба, техничких проба, премијере и репризних извођења.
- Обезбеђивање простора: Изнајмљивање или уговарање коришћења позоришне сале и других простора потребних за пробе и извођење.
- Правни послови: Решавање правних аспеката продукције (осигурање, дозволе, уговори).
- Менаџмент представе: Надгледање извођења представе током њеног репертоарског живота, укључујући потенцијалне турнеје или трансфере.

## Врсте продуцената
У пракси постоје различити типови и нивои продуцената:
- Комерцијални продуцент: Најчешће ради у приватном сектору (нпр. Бродвеј). Главни циљ је профит. Продуцент прикупља новац од инвеститора и преузима финансијски ризик.
- Непрофитни продуцент: Често ради у оквиру репертоарских позоришта или непрофитних организација. Фокус је на уметничкој мисији и програму позоришта, а финансирање долази из донација, грантова, јавних фондова и продаје улазница. У Србији, у државним позориштима, улогу продуцента често обављају управници, уметнички директори или специјализована одељења продукције.
- Независни (или fringe) продуцент: Ради на независној сцени, често са мањим буџетима, на новим, експерименталним или друштвено ангажованим пројектима.
- Извршни продуцент: Често се бави примарно финансијским и стратешким аспектима, може надгледати више пројеката.
- Креативни продуцент: Више укључен у уметнички развој пројекта, избор текста и кључних сарадника.
- Линијски продуцент (Line producer) или Продуцент представе: Одговоран за свакодневну реализацију и логистику конкретне представе.

## Вештине и знања
Професија позоришног продуцента захтева комбинацију уметничког сензибилитета и пословних вештина:
- Пословно и финансијско управљање (буџетирање, финансијско планирање)
- Прикупљање средстава (fundraising, рад са инвеститорима/донаторима)
- Преговарачке вештине
- Организационе способности и управљање пројектима
- Лидерство и тимски рад
- Познавање позоришне уметности и продукционог процеса
- Маркетинг, ПР и продаја
- Познавање радног и ауторског права

## Продукција у Србији
У Србији, модел продукције се разликује. У великим државним репертоарским позориштима (као што су Народно позориште у Београду, Југословенско драмско позориште, Атеље 212, Српско народно позориште итд.), продукцијске послове најчешће обављају интерни тимови или службе, под руководством управника и уметничких директора. Позориште на Теразијама функционише као музичко позориште са специфичним продукционим моделом за мјузикле и оперете. На независној сцени, продукцију воде саме трупе, појединци или невладине организације, често уз пројектно финансирање из јавних фондова или донација.
Образовање кадрова у овој области у Србији се одвија првенствено на Катедри за менаџмент и продукцију позоришта, радија и културе на Факултету драмских уметности у Београду.

## Значајни позоришни продуценти у Србији (избор)
Иако функција продуцента није увек јасно издвојена као у неким другим системима, одређени појединци и организације су препознати по свом значајном продуцентском ангажману у српском позоришту:
- Милутин (Бата) Караџић: Познати глумац, али и истакнути продуцент преко своје агенције ФАВИ, реализовао је бројне комерцијално веома успешне позоришне представе (нпр. Певај, брате, Само за твоје уши).[4]
- Милена Тробозић Гарфилд: Продуценткиња са искуством у позоришту и на филму, радила на БИТЕФ-у, повезивала домаћу сцену са иностранством, бавила се филмском продукцијом.[5]
- др Вук Милетић: Продуцент и менаџер у култури, извршни продуцент Фестивала монодраме и пантомиме и Нови Тврђава театар и других фестивала и представа, запослен као продуцент у Народном позоришту у Београду.[6]
- Светозар Цветковић: Признати глумац, дугогодишњи управник Атељеа 212, где је имао и значајну продуцентску улогу; такође активан и у филмској продукцији.[7]
- Продуцентски тимови фестивала: Битеф, Стеријино позорје, Белеф, Нови Тврђава театар и други фестивали имају своје продукционе тимове или продуценте одговорне за реализацију програма.
- Независне трупе и продукције: Бројне невладине организације и независне позоришне трупе (нпр. Дах театар, Рефлектор театар, Пулс театар, Хартефакт фонд) имају своје продуценте или особе које обављају ту функцију.

## Однoс са другим сарадницима
Продуцент је централна тачка која повезује уметнички и пословни аспект позоришта. Његова сарадња са кључним сарадницима је пресудна:
- Редитељ: Продуцент ангажује редитеља и омогућава му услове за рад, док редитељ доноси уметничку визију. Њихов однос је кључан за успех представе.
- Писац/Композитор/Либретиста: Продуцент обезбеђује права и уговара услове са ауторима.
- Дизајнери (сценограф, костимограф, итд.): Раде под уметничким вођством редитеља, али у оквиру буџета и рокова које поставља продуцент.
- Глумци/Певачи: Продуцент (или менаџмент позоришта) уговара њихов ангажман и услове рада.
- Технички сектор: Продуцент координира рад техничког особља у складу са потребама представе и буџетом.
- Маркетинг и ПР тим: Задужени за промоцију и продају, раде према стратегији коју често дефинише или одобрава продуцент.
- Позоришна кућа/Простор: Продуцент уговара коришћење простора и координира распоред са управом позоришта.